# Olaf Nygaard
Olaf Nygaard (* 5. September 1894 in Kristiania (Oslo); † 1. April 1978 ebenda) war ein norwegischer Radrennfahrer und nationaler Meister im Radsport.

## Sportliche Laufbahn
Nygaard war Teilnehmer der Olympischen Sommerspiele 1920 in Antwerpen. Beim Sieg von Harry Stenquist wurde er 35. im olympischen Straßenrennen. Mit dem norwegischen Team wurde er als 8. in der Mannschaftswertung klassiert.
Für Olympia hatte er sich im Juli 1920 mit Erfolg im Königs-Pokal (Konge-Pokal) qualifiziert. 1920 gewann er die norwegische Meisterschaft im Straßenrennen. 1919 hatte er die Hadeland-Rundfahrt gewonnen. 1928 bis 1932 war er Präsident des norwegischen Radsportverbandes. 1931 war er als Kommissär bei den UCI-Straßen-Weltmeisterschaften tätig.

## Berufliches
Nygaard war als Vorarbeiter in einer Fabrik, die Lokomotiven für die norwegischen Staatsbahn produzierte.